# 查烏哈利烏帕齊拉
查烏哈利乌帕齐拉是孟加拉国錫拉傑甘傑縣的一个乌帕齐拉，位於拉傑沙希专区的錫拉傑甘傑縣。。

## 人口
據1991年孟加拉國人口普查，查烏哈利共有戶數19,899戶，人口108459人。其中男性佔比51.37%，女性佔比48.63%；成年人口52,185人。該地7歲以上人口之平均識字率為23.1%。